# 天主教盖塔教区
天主教盖塔教區 （拉丁語：Dioecesis Geitaensis）是坦桑尼亞一個羅馬天主教教區，位於姆萬區西部（蓋塔縣和森蓋雷馬縣）。屬姆萬扎總教區。
成立於1984年11月8日。2006年有254,812名教友、十個堂區、十六名司鐸。現任教區主教為達彌盎‧達盧。